# Euphratèse
 (avril 2019).
Si vous disposez d'ouvrages ou d'articles de référence ou si vous connaissez des sites web de qualité traitant du thème abordé ici, merci de compléter l'article en donnant les références utiles à sa vérifiabilité et en les liant à la section « Notes et références ».
L'Euphratésie (en latin : Euphratesia ; en grec : Εὑφρατησία), ou Syrie Euphratienne, était une province de l'Empire romain, puis byzantine. Le nom complet est Augusta Euphratensis.
Elle est créée au IVe siècle, vers 300, selon E. Honigmann, vers 341, selon E. Devresse, 342/343 et 359, en même temps que l'Augustamnique en Basse-Égypte.
Elle relève du diocèse d'Orient (Diocesis Orientis, 314-636), dont le vicaire réside à Antioche, et de la préfecture d'Orient, dont le préfet du prétoire réside à Constantinople.
Elle doit son nom à l'Euphrate.
Pour Ammien Marcellin elle correspond à l'ancienne Commagène.

## Euphratésie I

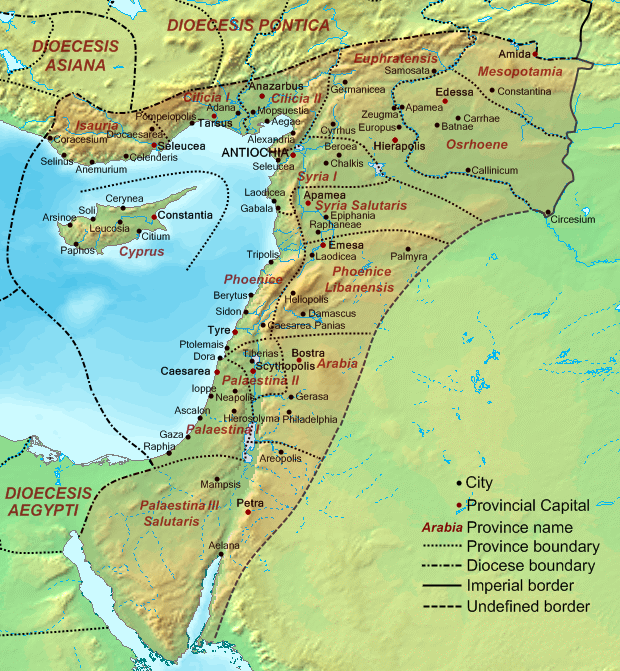
Carte du diocèse d'Orient

L'Annuaire pontifical donne les diocèses (sièges titulaires) suivants :
- Barbalissos,
- Cyrrhus, peut-être archevêché,
- Doliche (Dülük),
- Europus (Doura Europos),
- Germanicia,
- Hierapolis (moderne Manbij), archevêché,
- Neocaesarea in Syria,
- Perrhé (Adıyaman),
- Samosate (Samosata),
- Sura, (Al-Suriyya)
- Urima (Halfeti),
- Zeugma de Syrie, en face de Birecik,

## Euphratésie II
L'Annuaire pontifical donne les diocèses (sièges titulaires) suivants :
- Agrippias (ruines de Saliliyé),
- Orisa (Tayibe),
- Sergiopolis, archevêché, (Resafa)
- Serigene (Isriyë),
- Zénobia.

## Liste desComites Orientis
- Lollianus Mavortius (330–336)
- Felicianus (335–?)
- Nebridius (354–358)
- Domitius Modestus (358–362)
- Iulianus (362–363)
- Aradius Rufinus (363–364)
- Flavius Eutolmius Tatianus (c. 370)
- Tuscianus (381)
- Flavius Eparchius Philagrius (c. 382)
- Proculus (383–384)
- Icarius (c. 384)
- Irenaeus (431–435)
- Ephraim of Amida (c. 522–c. 525)
- Asterius (587–588)
- Bacchus (588–589)
- Bonosus (c. 609–610)